# Euchone longifissurata
Euchone longifissurata är en ringmaskart som beskrevs av Uschakov 1950. Euchone longifissurata ingår i släktet Euchone och familjen Sabellidae. Inga underarter finns listade i Catalogue of Life.